# Еші (Золотурн)
Еші (нім. Aeschi SO) — громада  в Швейцарії в кантоні Золотурн, округ Вассерамт.

## Географія
Громада розташована на відстані близько 31 км на північний схід від Берна, 10 км на схід від Золотурна.
Еші має площу 5,5 км², з яких на 12% дозволяється будівництво (житлове та будівництво доріг), 64,1% використовуються в сільськогосподарських цілях, 20% зайнято лісами, 3,9% не є продуктивними (річки, льодовики або гори).

## Демографія
2019 року в громаді мешкало 1257 осіб (+8% порівняно з 2010 роком), іноземців було 8%. Густота населення становила 229 осіб/км².
За віковим діапазоном населення розподілялося таким чином: 16,1% — особи молодші 20 років, 63,5% — особи у віці 20—64 років, 20,4% — особи у віці 65 років та старші. Було 570 помешкань (у середньому 2,2 особи в помешканні).
Із загальної кількості 230 працюючих 50 було зайнятих в первинному секторі, 59 — в обробній промисловості, 121 — в галузі послуг.